# Hermann Huisken
Hermann Huisken (* 13. Juni 1861 in Celle, Königreich Hannover; † 22. September 1899 in Braunschweig, Herzogtum Braunschweig) war ein deutscher Genre- und Militärmaler sowie Illustrator.

## Leben

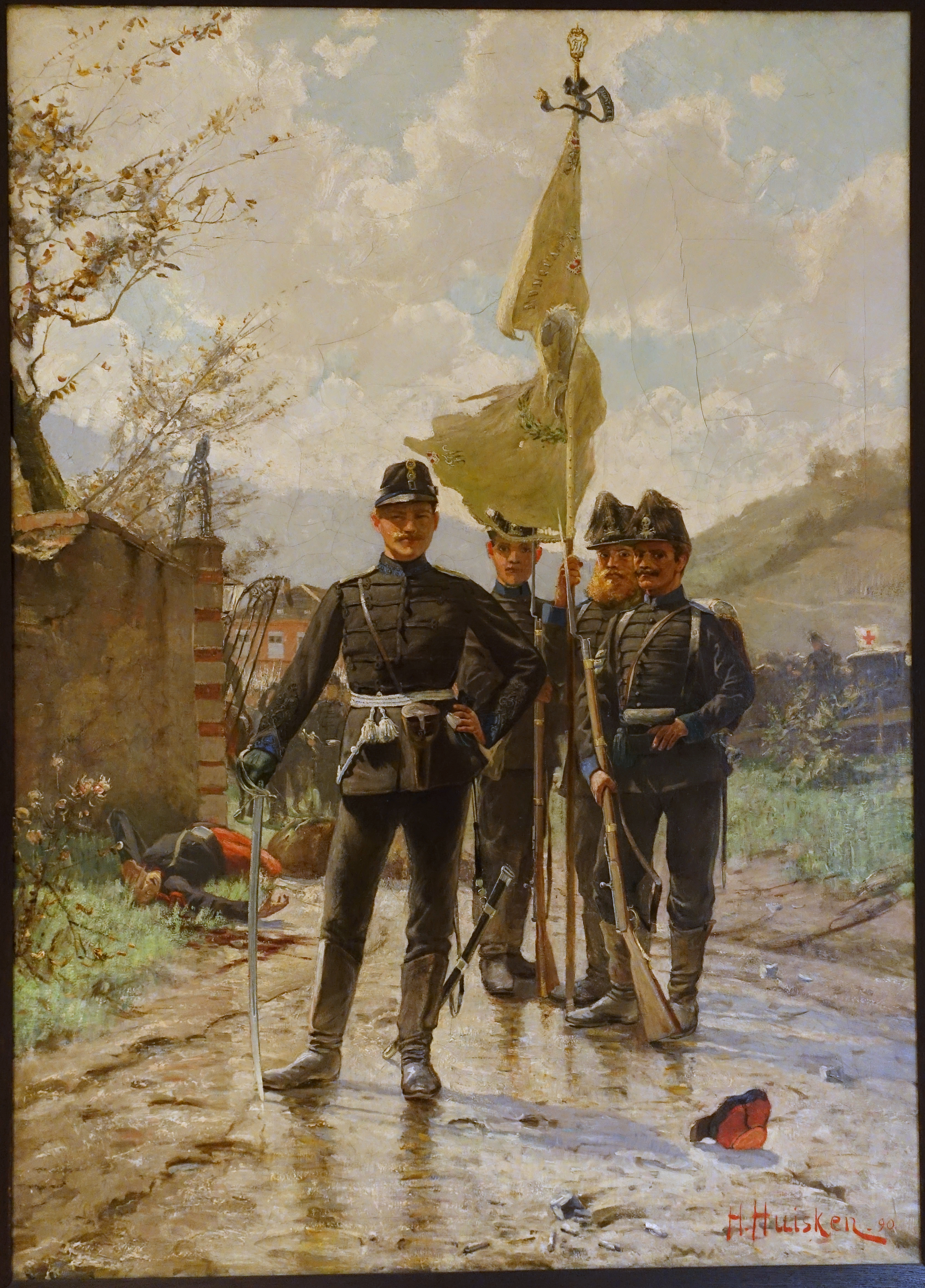
Braunschweigische Soldaten im Deutsch-Französischen Krieg, 1890, Braunschweigisches Landesmuseum

Huisken studierte ab 1883 Malerei an der Berliner Akademie. Ab 1886 war er Schüler von Karl Hoff in Karlsruhe, mit dem er im Sommer meist im Schwarzwald malte. Ab 1895 nahm er Privatunterricht bei dem Genremaler Claus Meyer in Düsseldorf. Ihn unterstützte er bei der Anfertigung von Fresken zur bergischen Geschichte im Rittersaal von Schloss Burg, etwa bei dem Wandgemälde Ausmarsch der Freiwilligen des Bergischen Landes zur Zeit der Freiheitskriege. In den Jahren 1896 bis 1897 bereiste er die Niederlande, insbesondere Volendam (1896) und Amsterdam (1897). Für die Zeitschrift Die Gartenlaube lieferte er Illustrationen. Er beteiligte sich an Ausstellungen in Berlin, Wien und München.